# 皮軟珊瑚屬
皮軟珊瑚屬（學名：Briareum）是皮軟珊瑚科是唯一的一個屬。由於此屬的珊瑚依靠蟲黃藻維生。所以只生活在淺水的環境。分佈於大西洋和印度-西太平洋，由於其特徵性的形狀和特徵，該屬的珊瑚相當容易識別。

## 種
- 指根皮珊瑚 Briareum asbestinum (Pallas, 1766)
- 圓柱皮珊瑚 Briareum cylindrum Samimi-Namin & van Ofwegen, 2016
- 綠皮珊瑚 Briareum hamrum (Gohar, 1948)
- Briareum palmachristi Duchassaing & Michelotti, 1860
- 小綠皮珊瑚 Briareum stechei (Kükenthal, 1908)
- 紫皮珊瑚 Briareum violaceum (Quoy & Gaimard, 1833)

## 資料來源
1. ↑  . www.marinespecies.org.   [2023-08-26]. （原始内容存档于2023-04-16）.
2. ↑  .   [2023-09-04]. （原始内容存档于2023-09-04） （英语）.